# Operaator Kõps marjariigis
Operaator Kõps marjariigis (zu deutsch „Kameramann Kõps im Reich der Beeren“) ist der Titel eines estnischen Puppentrickfilms aus dem Jahr 1965.

## Handlung
Der junge und neugierige Kameramann Kõps ist wieder unterwegs. Gemeinsam mit Professor Metsatark lernt er die verschiedenen Arten von Beeren kennen. Davon gibt es viele in den estnischen Wäldern. Kõps filmt, wie die Beeren wachsen und was man alles mit ihnen anfangen kann.

## Produktion
Regisseur des Farbfilms war Heino Pars (* 1925). Neben Unterhaltung für Schulkinder verfolgt der Film deutlich erkennbar auch eine didaktische Zielrichtung. 

## Weitere Folgen
Der Film war der zweite Streifen einer Serie von insgesamt vier Puppentrickfilmen von Heino Pars um die zentrale Figur, den Kameramann Kõps. Die erste Folge war im Jahr zuvor Operaator Kõps seeneriigis. Es folgten Operaator Kõps üksikul saarel (1966) und Operaator Kõps kiviriigis (1968).